# Alcohol crotyl
Alcohol crotyl là một loại alcohol không bão hòa. Nó là một chất lỏng không màu, hòa tan vừa phải trong nước và trộn lẫn với hầu hết các dung môi hữu cơ. Có hai đồng phân của alcohol này tồn tại, cis và trans.
Alcohol crotyl có thể được tổng hợp bằng cách hydro hóa crotonaldehyde. Hợp chất này ít được quan tâm về mặt thương mại.